# Nainaloa latimerus
Nainaloa latimerus is een vlokreeftensoort uit de familie van de Melitidae. De wetenschappelijke naam van de soort is voor het eerst geldig gepubliceerd in 1971 door Bousfield.